# Bernhard Eckstein
Pour les articles homonymes, voir Eckstein.
Bernhard Eckstein (né le 21 août 1935 à Zwochau en Allemagne et mort le 10 novembre 2017) est un coureur cycliste est-allemand dont le principal fait de gloire est sa victoire, en 1960, sur le Sachsenring, au championnat du monde amateurs.

## Biographie
Bernhard Eckstein fait ses débuts en compétition cycliste en 1953. Son maître « es cyclisme » est un ancien champion, Richard Huschke. Du niveau régional, il passe à l'échelon supérieur après sa première participation, en 1956, à l'épreuve nationale de la jeune République d'Allemagne orientale, le Tour de RDA. Il le termine à la 13e place. Et il quitte le club de ses débuts, le « Fortschritte Lichtenstein », pour le SC DHfk Leipzig, avec lequel il gagne le titre de Champion de RDA par équipes. Le club de Leipzig, c'est un des plus célèbres de la RDA, pour compter Gustav-Adolf Schur dans ses rangs. Eckstein, de petit gabarit, 1,64 m pour 57 kg, a des difficultés à s'imposer en force. Il participe à sa première sélection pour la Course de la Paix en 1959. Second de la 3e étape, Magdebourg-Leipzig, derrière le soviétique Boris Biebenin, il prend la tête de la course. S'il ne porte le maillot jaune frappé de la colombe de la Paix qu’un seul jour, la célébrité lui vient à l'égal d'un maillot jaune du Tour de France. Sélectionné 3 autres fois pour la Course de la Paix, il termine 3e en 1961, mais n'y remporte aucune étape.

### Champion du monde amateurs en 1960
La victoire qui donne un lustre certain à  son palmarès est celle qu'il obtient lors des Championnats du monde en 1960. La RDA s'était vue reconnaître en tant que nation sportive par les instances cyclistes internationales qui lui confient l'organisation des Championnats du monde professionnels et amateurs en cette année olympique sur route et sur piste. Les trois épreuves routières (professionnels, amateurs et féminins) ont lieu sur le Sachsenring, à Hohenstein-Ernstthal. Ce circuit conçu pour les sports mécaniques depuis les années 1930 est depuis 1956 le lieu d'une course cycliste, le Tour du Sachsenring. La première édition est remportée par un coureur local Helmut Stolper, du SC Wismut Karl Marx-Stadt. L'année suivante, deux courses ont lieu. La première est ouverte aux coureurs des catégories régionales. La seconde aux amateurs allemands et étrangers. Or la lecture de la ligne « 1957 » de la compétition réservée aux coureurs régionaux fait apparaître le jeune Bernhard Eckstein :
- 1957, Lkl. I-III : 1er Hartmut Wolf, du club « Turbine Karl-Marx-Stadt » ; 2e...Bernhard Eckstein, du club « Fortschritte Lichtenstein ».
- L'épreuve dédiée aux « amateurs » est remportée par un jeune coureur belge, Emile Daems[5], Le 2e est un coureur danois, et le 3e est Gustav-Adolf Schur.
- L'année suivante, Gustav-Adolf Schur est le vainqueur de l'épreuve, Bernhard Eckstein s'y classe 6e.
- En 1959, la course qui se nomme aussi « revanche des championnats du monde »[6] est remportée par un coureur danois, Niels Baunsoe, devant... Bernhard Eckstein (RDA) et  Bas Maliepaard, un coureur hollandais, second de Schur au Championnat du monde de cette année 1959.

Ainsi, les deux coureurs de la RDA connaissent bien le circuit, pour l'avoir expérimenté en compétition. Le parcours consiste en 20 tours d'un circuit vallonné de 8,730 km. Le 14 août 1960, 111 coureurs, sélectionnés dans 25 pays sont au départ. Double (1958, 1959) champion du monde sortant, Gustave Schur, grand favori, est marqué par ses adversaires. Comme lors de la Course de la Paix, comprenant qu'il ne parviendrait pas à les lâcher et qu'il risquait trop au sprint, il va jouer la course d'équipe, non sans succès. Alors que les coureurs belges qui comptent en leurs rangs, un des favoris, Willy Vanden Berghen le surveillent, Schur lance l'opération qui s'avère payante. Eckstein, qui en 1959 avait dynamité le championnat du monde  pour éliminer les concurrents, sacrifiant sa course pour assurer la victoire de son champion, après un coup d'œil à son leader qui lui donne le « feu vert », démarre dans le dernier tour. Surpris, car peu de coureurs voient un vainqueur possible dans l'équipier de Schur, les Belges, les Soviétiques, tous hésitent à courir sur un gibier qui n'est peut-être qu'un leurre. Quand le peloton se rend compte de son erreur, il est trop tard. Eckstein est parti pour la victoire qu'il emporte avec 17 secondes d'avance sur son leader qui arrache dans les derniers mètres une deuxième place que tenait Vanden Berghen.

## Palmarès

### Palmarès année par année
| - 1957 - 4e étape du Tour de RDA (Magdebourg-Gotha) - 2e du Tour du Sachsenring - 1958 - Champion de RDA du contre-la-montre par équipes, - 5e étape du Tour de RDA (Halle-Gotha) - 2e du championnat de RDA sur route - 1959 - 8e étape du Tour de RDA (Cottbus-Francfort sur l'Oder) - 2e du championnat de RDA sur route - 2e du Tour du Sachsenring - 1960 - Champion du monde amateurs sur route - Trophée de l'Île de Man amateurs - 2e du championnat de RDA sur route | - 1961 - 2e du championnat de RDA sur route - 3e de la Course de la Paix - 1963 - 2e du Tour de RDA - 1964 - 1re étape de Vienne-Rabenstein-Gresten-Vienne - 5e, 9ea et 13ea étapes du Tour de Yougoslavie - 3e de Vienne-Rabenstein-Gresten-Vienne - 1965 - 2e du Tour de RDA - 1966 - Neuseen Classics-Rund um die Braunkohle amateurs - Tour de l'Oder |

### Places d'honneur
| - 1956 - 13e du Tour de RDA - 1957 - 5e du Tour de RDA - 1958 - 4e du Tour de RDA - 6e du Tour du Sachsenring - 21e du championnat du monde amateurs sur route - 1959 - 9e du Trophée de l'Île de Man amateurs - 13e du Tour de RDA - 13e de la Course de la Paix - 19e du championnat du monde amateurs sur route - 1960 - 8e de la Course de la Paix - 22e de la course en ligne des Jeux olympiques de Rome | - 1961 - 8e du Tour de RDA - 14e du championnat du monde amateurs sur route - 1962 - 14e du Tour de RDA - 1963 - 12e du Tour d'Autriche - 1964 - 9e du Tour de Yougoslavie - 1965 - 9e du Tour d'Autriche - 55e du championnat du monde amateurs sur route - 1966 - 59e du championnat du monde amateurs sur route |